# Nagy Lajos (igazgató-tanító, 1890–1938)
Nagy Lajos (Óbecse, 1890. augusztus 3. – Békésszentandrás, 1938. január 17.) római katolikus igazgató-tanító.

## Életútja
Nagy András és Boda Borbála fiaként született. A középiskolát és a képzőt Baján végezte, ahol 1913-ban kapta meg oklevelét. Szokolovácon a Julian-egyesületben volt tanító az összeomlásig, mikor is a megszállás elől hazafias érzelemtől hajtva, Békésszentandrásra ment, ahol öt évig a tanyai iskolánál, majd 1923-tól pedig a római katolikus iskolánál tanított. 1926-tól az iskola vezetője. A községi képviselőtestület tagja volt. Az első világháború alatt a szerb harctéren súlyosan megsebesült. Halálát szervi szívbaj okozta 1938-ban. Neje Kozák Róza, akinek édesatyja, Kozák János László az I. világháborúban az Isonzó völgyében hősi halált halt. Gyermekei: Rózsa, Magdolna és Terézia-Borbála.
Cikkei, elbeszélései és versei lapokban és antológiákban jelentek meg.
Írói nevei: f. Nagy Lajos; F. Nagy Lajos; Félegyházi N. Lajos: Félegyházi Nagy Lajos.

## Műve
- Tanyai mezsgyéken. Versek. 1921/22. Szarvas, 1922